# Serra de Comanroquer
La Serra de Comanroquer és una serra situada al municipi de Pontils, a la comarca de la Conca de Barberà, amb una elevació màxima de 780 metres.